# François Van Den Bosch
François "Frans" Van Den Bosch (nascido em 8 de setembro de 1934) é um ex-ciclista belga.
Representou seu país, Bélgica, nos Jogos Olímpicos de Verão de 1956 em Melbourne, onde competiu na prova de estrada (individual e por equipes), terminando respectivamente na quadragésima segunda e sétima posição.